# Dammen, Dalsland
Dammen är en sjö i Åmåls kommun i Dalsland och ingår i Göta älvs huvudavrinningsområde. Sjön har en area på 0,103 kvadratkilometer och ligger 88,1 meter över havet. Sjön avvattnas av vattendraget Forsnäsån (Vitlandaån).

## Delavrinningsområde
Dammen ingår i det delavrinningsområde (654609-131400) som SMHI kallar för Ovan Gunnebybäcken. Medelhöjden är 105 meter över havet och ytan är 14,12 kvadratkilometer. Räknas de 2 avrinningsområdena uppströms in blir den ackumulerade arean 57,91 kvadratkilometer. Forsnäsån (Vitlandaån) som avvattnar avrinningsområdet har biflödesordning 2, vilket innebär att vattnet flödar genom totalt 2 vattendrag innan det når havet efter 187 kilometer. Avrinningsområdet består mestadels av skog (69 procent) och öppen mark (15 procent). Avrinningsområdet har 0,8 kvadratkilometer vattenytor vilket ger det en sjöprocent på 5,6 procent.